# Vražda Bobbyho Kenta
Bobby Kent, rozený Khayam (12. května 1973 – 14. července 1993) byl americký muž íránského původu, který byl zavražděn ve městě Weston na Floridě sedmi lidmi, mezi nimiž byl i jeho nejlepší kamarád, Martin Joseph Puccio (* 21. března 1973).

## Události před vraždou
Bobby Kent, syn íránských imigrantů Freda a Farah Kentových (původně Khayamových), navštěvoval školu South Broward High School na jihu Floridy nedaleko Hollywoodu. Podle Toma Donellyho, který stíhal všechny viníky jeho vraždy, jeden z právníků popsal Bobbyho jako postavu ze seriálu Eddieho Huskella. Všichni rodiče v jeho sousedství měli Bobbyho rádi, ale děti se na něj dívaly jinak. 
Marty Puccio byl italsko-amerického původu a byl vychováván jako katolík. Bobby a Marty se znali už od 3. třídy a žili ve stejném bloku v Hollywoodu v Broward County. Jako teenageři byli velmi dobří přátelé. Podle všeho však mezi nimi vládla zlá krev. Marty cítil k Bobbymu nenávist, protože jej šikanoval a mlátil.
Rodiny obou chlapců si na toto přátelství dávaly pozor. Rodiče Martyho, Martin a Veronica, byli velmi znepokojeni, jelikož se Marty často domů vracel krvácející a s modřinami. Fred Kent považoval Martyho za svéhlavého lenocha, který neměl žádnou budoucnost (Marty nedokončil střední školu) a cítil, že přátelství s jeho synem zničí jeho budoucnost, kterou mu pomáhal budovat. Oba chlapci často chodili do posilovny a kolovaly o nich zvěsti, že berou steroidy. Na základě toho se měl Bobby chovat agresivně. 
Bobby a Marty experimentovali s natáčením gay porna a doufali, že jej budou moct distribuovat v místních obchodech. Ani jeden z nich ve filmech neúčinkovali, spíše filmy režírovali. Přemluvili jednoho muže z Floridy po čtyřicítce, aby šel před kameru. Bobby se pokusil prodat film s názvem Rough Boys (Drsní kluci) do porno obchodů po celé jižní Floridě. Kvůli špatné kvalitě zvuku a obrazu tento film nikdo nekoupil. Navíc byl ve filmu nedostatek sexuálních aktivit; na videu pouze nahý muž tančil a hrál si s dildem. 

## Vražda
Na začátku roku 1993 začal Marty (tehdy 20 let) randit s Lisou Conelly (tehdy 18 let). Lisa byla frustrována, že její přítel tráví příliš mnoho času s Bobbym a tak Bobbymu dohodila svou kamarádku Alice Willis (tehdy 17 let). Bobby a Alice spolu randili jen pár týdnů, kvůli jeho agresivnímu chování Alice vztah ukončila. V červnu Marty své přítelkyni Lise pověděl, že se k němu chová Bobby násilnicky velmi často. Lisa se jej snažila přemluvit k ukončení přátelství, ale Marty stále váhal. V té době již Lisa věděla, že s Martym čeká dítě a rozhodla se s ním navázat trvalý vztah. 
Údajně se Lisa rozhodla, že Bobbyho je třeba trvale odstranit, a začal mluvit s Martym a dalšími přáteli o jeho vraždě. Dne 13. července 1993 zavolala Lisa své kamarádce Alice a sdělila jí, že Bobby se vydal do Palm Bay k jejímu domu, kde chtěl zabít ji i její nenarozené dítě, pokud se k němu nevrátí. Alice následně souhlasila, že přijde za ní a jejími přáteli plánovat vraždu Bobbyho. S sebou vzala dva kamarády - svého tehdejšího přítele Donalda Semeneca (tehdy 17 let) a Heathera Swallerse (tehdy 18 let). 
V noci 13. července 1993 se Marty, Donald, Heather, Lisa a Alice rozhodli setkat s Bobbym. Marty, Donald a Heaths se nepohodli a odešli. Lisa a Alice nalákaly Bobbyho pod most, který byl ve výstavbě a slíbili mu, že bude moct řídit Alicin Mutang a mít s Alice sex. Lisa si vypůjčila matčinu pistol, kterou plánovala Bobbyho zabít, když se začne věnovat sexuálním hrátkám s Alice, ale nedokázala střelit člověka. 
Po neúspěšném plánu i nadále Lisa chtěla Bobbyho smrt. Aby získala někoho na pomoc se střelbou, kontaktovala Dereka Kaufmana (tehdy 20 let), zkušeného střelce, kterého mu doporučila Alice. Skupina se setkala s Kaufmanem u něj doma v Rolling Oaks. Chtěli od něj zbraň, kterou by společně Bobbyho zastřelili, ale Kaufman jim řekl, že si nemůže opatřit zbraň tak rychle. Lisa, Alice, Donald a Heather se vrátili do domu Lisy a přidal se k nim její bratranec Derek Dzvirko (tehdy 19 let). Skupina nadále řešila plán a nakonec se dohodla, že Bobbyho zabije příští noc za pomoci Kaufmana. 
Pozdě v noci 14. července 1993 se skupina sedmi lidí sešla v domě Martyho a dokončila svůj plán. Marty kontaktoval Bobbyho a vylákal jej ven s celou skupinou. Slíbil mu závody v autech a vyřídil, že Alice s ním chce znovu sex. Skupina si připravila zbraně; mezi nimi byly dva nože, olověné trubky a baseballové pálky. Okolo 22:30 vyzvedli Bobbyho doma a vyrazili pod most. 
Když dorazili na místo, Alice podle plánu vzala Bobbyho stranou, aby si spolu mohli promluvit. Poté se k nim přidal Heather. Zatímco jej Heather a Alice bavily, Donald bodl Bobbyho zezadu do krku nožem. Když Bobby žádal Martyho o pomoc, Marty mu zabodl nůž do břicha. Bobby křičel a omlouval se, ale Marty pokračoval v bodání. Když se Bobby snažil utéct, Marty, Donald a Derek jej pronásledovali a dál jej zraňovali. Marty mu poté podřízl hrdlo a udeřil jeho hlavou o zem. Kaufman poté Bobbyho udeřil do hlavy baseballovou pálkou, což byla smrtící rána. Poté Derek, Marty a Kaufman společně jeho tělo vyklopili na okraj břehu močálu a doufali, že o tělo se postrají aligátoři.

## Následky
Během následujících dnů se někteří z pachatelů svěřili několika lidem. Lisa se k činu přiznala své matce, která následně kontaktovala svou sestru, matku Dereka. Společně se obrátily na svého bratra Joe Scrima, který pracoval pro policii, aby získaly informace, co mají dělat. Kamarád jejich bratra jim předal kontakt na detektiva Franka Illazaru z Broward County. Místní šerif jej pověřil nalezením Bobbyho těla.

## Rozsudky
- Martin Puccio byl obviněn z vraždy prvního stupně a dne 3. srpna 1995 byl odsouzen k trestu smrti na elektrickém křesle. V roce 1997 nejvyšší soud státu Florida rozhodl, že Puccio nebude popraven kvůli polehčujícím okolnostem, takže jeho rozsudek smrti byl změněn na doživotí s možností propuštění po 25 letech. Dodnes se nachází ve věznici Deseto Annex ve městě Arcadia na Floridě.
- Donald Semec byl odsouzen k trestu doživotí s možností propuštění po 15 letech za spiknutí. Dodnes se nachází ve věznici v Clermontu na Floridě.
- Derek Kaufman byl odsouzen na doživotí s možností propuštění po 25 letech a na dalších 30 let vězení za spiknutí. Dodnes se nachází ve věznici v Daytona na Floridě.
- Lisa Conelly byla odsouzena na doživotí bez možnosti propuštění. Její trest byl po odvolání zrušen jako nepřiměřeně přísný a v roce 1998 byl snížen na 22 let. Byla propuštěna na podmínku v únoru roku 2004.
- Alice Willis byla obviněna z vraždy druhého stupně a byla odsouzena na 40 let vězení a dále dostala čtyřicetiletou podmínku. Trest jí byl později zmírněn na 17 let vězení. Byla propuštěna v září roku 2001, ale zůstala v podmínce.
- Derek Dzvirko byl shledán vinným z vraždy druhého stupně. Byl odsouzen na 11 let vězení. Podmínečně byl propuštěn v říjnu roku 1999.
- Heather Swallers byla shledána vinnou z vraždy druhého stupně a byl odsouzena na 7 let vězení. Na podmínku byla propuštěna v únoru roku 1998.